# Gasohol
Gasohol ist eine Mischung aus neun Teilen Benzin und einem Teil Alkohol (Ethanol oder Methanol). In manchen Ländern, die keine eigenen Erdölvorkommen besitzen, wird Gasohol genutzt, um die Kosten für Benzin als Kraftfahrzeugtreibstoff zu reduzieren. Die Rohstoffe für die Herstellung von Methanol sind Kohle und organische Abfälle, besonders Holzabfallprodukte, während Ethanol aus Körnerfrüchten, zuckerhaltigen oder allen stärkehaltigen Pflanzen destilliert werden kann.
Benzin-Alkohol-Gemische wurden in Europa zeitweise verwendet, wenn das Erdöl knapp war. Benzin-Alkohol-Gemische, wie zum Beispiel Alcolene, Discol und Agrol, wurden in den 1930er-Jahren in den USA verkauft, als Farmer versuchten wegen der fallenden Preise für Getreide andere Absatzmärkte für ihre Produkte zu finden. Ähnliche Produkte wurden in der gleichen Zeit in Brasilien, Kuba (Espiritu), der Tschechoslowakischen Republik (Dynakol), Ungarn (Moltaco), Schweden (Lattbentyl) und weiteren Ländern entwickelt. Sie konnten sich aber nicht gegen das billigere Benzin durchsetzen. Die Ölknappheit in den 1970er-Jahren führte zu einem neuen Interesse an Alkoholgemischen, das sich 1985 noch verstärkte, als man vorschlug, bleihaltiges Benzin spätestens ab Ende der 1980er-Jahre zu verbieten. Gasohol ist zwar fast überall teurer als Benzin, ist jedoch zumindest teilweise als erneuerbarer Rohstoff von Bedeutung. Es kann ohne Änderung des Vergasers oder des Zündzeitpunktes eines Autos verwendet werden und hat eine etwas höhere Oktanzahl als das normale bleifreie Benzin. Lediglich die Kraftstoffleitungen müssen eventuell wegen der Lösungsmitteleigenschaft des Alkohols ertüchtigt, also ausgetauscht werden.
Gasohol entspricht in der Ausprägung mit 10 % Ethanol dem Ethanol-Kraftstoff E10, der gegenwärtig (2021) meist billiger ist als klassisches Superbenzin.